# چای سبز
چای سبز گونه‌ای چای است که از برگ‌ها وجوانه‌های کاملیا سیننسیس که فرایند پژمردگی و اکسیده شدن چای معمولی را نگذرانده به دست می‌آید. چای سبز اصالتاً محصول چین است اما تولید و توزیع آن به سایر کشورهای شرق آسیا نیز سرایت کرده‌است.
انواع مختلفی از چای سبز وجود دارد که با توجه به تنوع استفاده، شرایط رشد، روش‌های باغبانی، فرآوری تولید و زمان برداشت، تفاوت‌های چشمگیری دارند. اگرچه تحقیقات زیادی در مورد اثرات احتمالی مصرف چای سبز به‌طور مرتب انجام شده‌است، اما شواهد کمی مبنی بر تأثیر نوشیدن چای سبز بر سلامتی وجود داشته باشد. البته باید اضافه کرد در برخی افراد که مشکل فشار دارند، فشار خون را پایین می‌آورد.

## رنگ چای سبز
برخلاف چای سیاه، چای سبز فرایند اکسیداسیون (تخمیر) را طی نمی‌کند. عمل حرارت دادن و خشک کردن برگ چای قبل از تخمیر، باعث حفظ کلروفیل داخل برگ می‌شود. کلروفیل ماده ای است که باعث سبز شدن رنگ برگ گیاه می‌شود. از این رو چای سبز با کیفیت نباید برگ‌های قهوه ای داشته باشد؛ بنابراین زمانی که چای سبز با کیفیت را دم می‌کنید، رنگ چای در فنجان باید طیفی از رنگ سبز باشد (روشن یا تیره بودن رنگ چای دم کرده بستگی به زمان ماندنش داخل آب جوش دارد). رنگ طلایی یا قهوه ای چای سبز بعد از دم شدن نشانه کیفیت پایین برگ خشک شده این گیاه است.
بعد از دم کشیدن در آب داغ، برگ چای به رنگ سبز در می‌آید. رنگ قهوه ای نشان دهنده این است که گیاه خوب فراوری نشده‌است.

## تاریخچه چای سبز

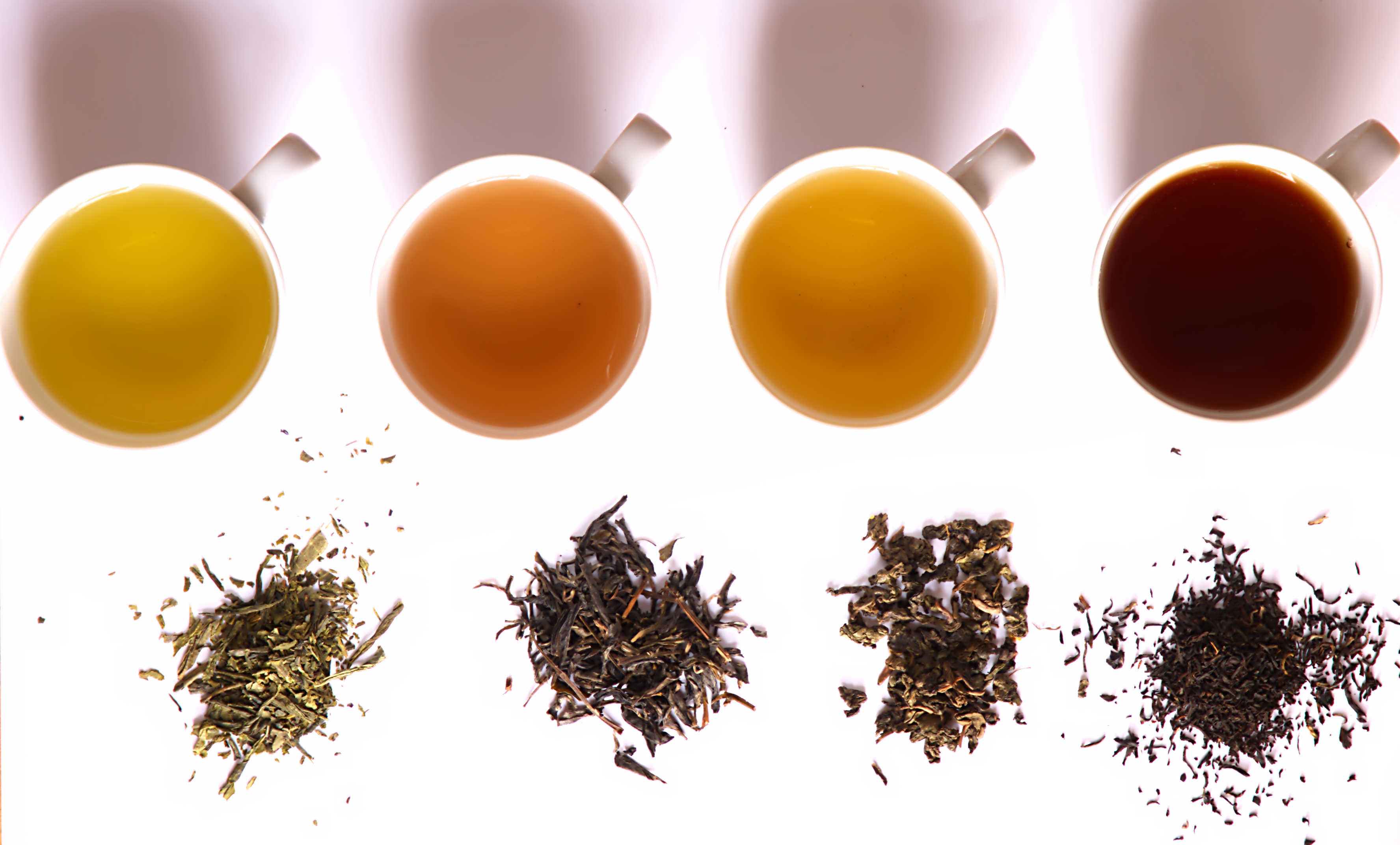
چای در درجه‌های مختلف تخمیر

تاریخچه چای سبز به قدمت‌های بسیار دوری برمی‌گردد و از تاریخ‌های باستانی چین به عنوان نخستین محل کشت و مصرف چای گزارش می‌شود. این نوشیدنی، ابتدا به عنوان دارویی درمانی به کار می‌رفت و به طور متداول در مناطق گوناگون چین مصرف می‌شد. در طول زمان، چای سبز به عنوان نمادی از ثروت و شاهانه‌ترین شکل مصرف چای در جامعه چینی‌ها شناخته شد.
در سده‌های بعد، چای سبز به کشورهای دیگری چون ژاپن و کره هم وارد شد. در ژاپن، چای سبز به عنوان یک عنصر مهم در فرهنگ ژاپنی و تقدیری از هنر "سادگی" و "صداقت" به حساب می‌آید و به شکل "چای سره" در مراسم چای ژاپنی گنوانده می‌شود.
در قرون وسطی، تجارت ابراز علاقه به چای به کشورهای اروپایی گسترش یافت و این نوشیدنی به عنوان یک نماد جدید از شاهانه‌ترین طعم‌ها شناخته شد. در اواخر قرن 17، چای سبز و چای سیاه به صورت تجاری به اروپا وارد شد و در آنجا به سرعت پر طرفدار شد.
از آن زمان به امروز، چای سبز به عنوان یک نوشیدنی محبوب در سراسر جهان شناخته می‌شود و به دلیل خواص بهداشتی و مفیدی که دارد، در تحقیقات علمی نیز مورد توجه قرار گرفته است.

## طریقه صحیح دم کردن چای سبز
بسیار مهم است که چای سبز را به روش درست و اصولی دم کنید زیرا دم کردن نادرست چای سبز باعث می‌شود که هم چای طعم تلخی بگیرد و هم بخش زیادی از خواص خود را از دست بدهد.
مهم‌ترین نکته‌ای که باید در تهیه دمنوش چای سبز درنظر داشته باشید، این است که نباید آن را مانند چای سیاه در معرض حرارت مستقیم قرار دهید. برای تهیه این چای ابتدا باید آب را روی حرارت قرار دهید تا جوش بیاید. سپس زیر آن را خاموش کنید و بگذارید ۵ دقیقه بماند تا دمای آن کمی کاهش یابد و به حدود ۸۰ درجه برسد.
برای دو فنجان چای سبز، یک قاشق غذاخوری سرخالی چای داخل قوری بریزید و سپس آب ۸۰ درجه را به آن اضافه کنید. ۵ تا ۸ دقیقه زمان دهید تا چای سبزتان دم بکشد. پس از این مدت، چای سبز خوش طعم شما آماده است.

## خواص چای سبز
چای سبز سرشار از پلی فنول بوده که دارای خواص ضد التهابی است. که می‌تواند پوست تحریک شده شما را آرام کند. قرمزی ناشی از تحریک را کاهش دهد و همچنین تورم پوست شما را کم کند. استفاده از تونر یا ژل چای سبز برای زخم‌ها یا آفتاب سوختگی همیشه مفید است. در واقع، تحقیقات نشان می‌دهد که استفاده موضعی از چای سبز می‌تواند بسیاری از مشکلات پوستی را حل کند. بیماری‌های پوستی مانند پسوریازیس، روزاسه، درماتیت می‌تواند همراه خارش و تحریک کننده باشد.
پلی فنول‌های موجود در چای سبز می‌توانند تولید روغن سبوم را کاهش دهند که علت اصلی بروز آکنه است. هنگامی که پوست شما تعادل در تولید چربی داشته باشد، خطر بروز آکنه کاهش میابد. مطالعه بر روی خواص ضد میکروبی چای سبز نشان می‌دهد که این چای می‌تواند به غشاهای باکتریایی که باعث آکنه یا سایر عفونت‌ها می‌شوند آسیب برساند.
همچنین اپی گالوکاتچین گالات (EGCG) موجود در چای سبز قادر است سلول‌های در حال مرگ پوست را جوان کند. همچنین سلول‌های آسیب دیده پوست را ترمیم می‌کند و به شکل‌گیری سلول‌های جدید کمک می‌کند که پوست شما را جوان نگه می‌دارد و از علائم پیری مانند خطوط ریز و چین و چروک جلوگیری می‌کند. یک مطالعه نشان داد که چای سبز برای جوان‌سازی پوست بسیار مؤثر است. این مقاله یک آزمایش کنترل شده از عصاره چای سبز را بررسی کرد که نتایج امیدوارکننده ای را در بهبود خاصیت ارتجاعی پوست نشان داد.